# 広瀬淡窓

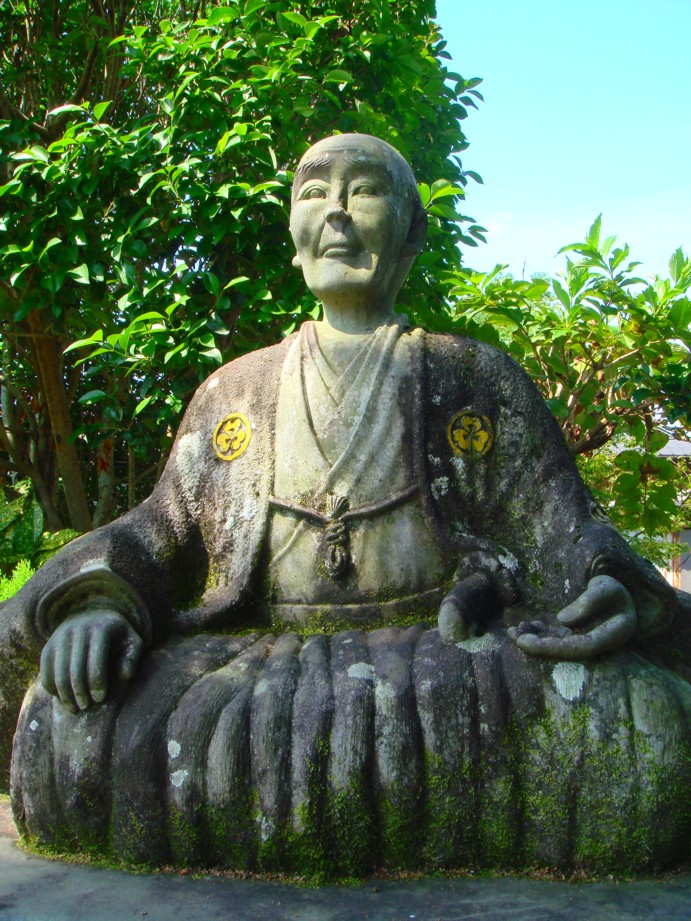
廣瀬淡窓の石像（桂林荘公園）

広瀬 淡窓（ひろせ たんそう、天明2年4月11日（1782年5月22日） - 安政3年11月1日（1856年11月28日））は、江戸時代の儒学者、教育者、漢詩人。豊後国日田の人。淡窓は号である。通称は寅之助、のちに求馬（もとめ）。諱は建。字は廉卿あるいは子基。当初の号は別号は青渓。死後、弟子たちにより文玄先生と諡されたという。
弟に広瀬久兵衛、広瀬旭荘がいる。日田市長・衆議院議員を務めた広瀬正雄は久兵衛の4代目の子孫、大分県知事の広瀬勝貞は正雄の息子。

## 経歴
豊後国日田郡豆田町魚町の博多屋三郎右衛門の長男として生まれる。少年の頃より聡明で、淡窓が10歳の時、久留米の浪人で日田代官所に出入りしていた松下筑陰に師事し、詩や文学を学んだが、淡窓が13歳のときに筑陰が佐伯藩毛利氏に仕官したため師を失う。16歳の頃に筑前国の亀井塾に遊学し、亀井南冥・昭陽父子に師事したが、大病を患い19歳の暮れに退塾し帰郷。病は長引き、一時は命も危ぶまれたが、肥後国の医師・倉重湊によって命を救われる。その後、病気がちであることを理由に家業を継ぐのを諦めて弟の久兵衛に店を任せ、一度は医師になることを志すが、倉重湊の言葉によって学者・教育者の道を選ぶ。妹の広瀬秋子は病気がちの淡窓の看病をしていたが、淡窓が回復したのちには出家している。
文化2年（1805年）には豆田町にある長福寺の一角を借りて初めの塾を開き、これを後の桂林荘・咸宜園へと発展させた。咸宜園は淡窓の死後も、弟の広瀬旭荘や林外、広瀬青邨ら以降10代の塾主によって明治30年（1897年）まで存続、運営された。塾生は日本各地から集まり、入門者は延べ4,000人を超える日本最大級の私塾となった。淡窓生前に高野長英・大村益次郎、死後に清浦奎吾が学んだとされる。
淡窓は晩年まで万善簿（まんぜんぼ）という記録をつけ続けた。これは、良いことをしたら白丸を1つつけ、食べすぎなどの悪いことをしたら1つ黒丸をつけていき、白丸から黒丸の数を引いたものが1万になるようにするものだった。1度目は67歳（1848年）に達成し、2度目の万善を目指して継続していたが、73歳の8月頃で記録が途絶えている。淡窓は安政3年(1856年）に死去。享年75。

## 思想
淡窓には眼の病があり、目を使いすぎると腫れてしまうことから、「あまり眼を使いすぎると中年以降には失明してしまう」と医者に言われ、このことから経書の本文のみを読書するようになる。注釈を無視する代わりに、自分なりの解釈を行ったため、淡窓独自の思想を生むこととなった。
淡窓の指針である「敬天」とは、人間は正しいこと、善いことをすれば天から報われるとする。淡窓の説くこの応報論は「敬天思想」といわれ、近年まで主な研究対象になっていた。最近は、実力主義教育を採った組織としての咸宜園研究や、淡窓自身の漢詩研究が主流となっている。

## 年譜
※日付は旧暦。年齢は数え年。
- 天明2年（1782年）4月11日：豊後国日田郡豆田魚町の広瀬家に生まれる。父・三郎右衛門（桃秋）、母ユイの長男。寅之助と名付けられた。
- 天明3年（1783年・2歳）、同年より伯父・広瀬平八（月化）夫婦に6歳まで養われる。
- 天明7年（1787年・6歳）、魚町の実家に帰り、父母の下で読書、習字を学ぶ。
- 寛政元年（1789年・8歳）、軽症の痘瘡にかかる。長福寺の法幢に『詩経』の句読を学ぶ。
- 寛政2年（1790年・9歳）、『詩経』『書経』『春秋』『古文真宝』を学ぶ。『蒙求』『漢書』『文選』の講義を聴く。
- 寛政3年（1791年・10歳）、日田に来た久留米の松下筑陰の弟子となり漢詩、文章の添削、『十八史略』の指導を受ける。
- 寛政4年（1792年・11歳）、水庖ソウにかかり6・70日病む。
- 寛政6年（1794年・13歳）、日田代官（西国筋郡代）羽倉権九郎に『孝経』を講義。
  - 同年6月：元服。
- 寛政7年（1795年・14歳）、佐伯へ遊学。
- 寛政9年（1797年・16歳）、福岡の亀井昭陽入門が認められる。
- 寛政11年（1799年・18歳）、病にかかり、亀井塾を去る。
- 寛政12年（1800年・19歳）、療養生活となる（以後数年）。
- 享和元年（1801年・20歳）、門人数人に句読を教える。
- 享和2年（1802年・21歳）、『孟子』を講義。羽倉に四書を講義。
- 文化元年（1804年・23歳）、亀井塾の学友から教えを乞い、眼科医を目指すも、意欲が薄れる。
- 文化2年（1805年・24歳）豆田町の長福寺学寮を借り講義を開始。自身も長福寺学寮に転居するが、その3ヵ月後に実家の土蔵に塾を移す。
  - 同年8月、豆田町大坂屋林左衛門の持ち家を借家して転居し開塾。「成章舎」と名付ける。
- 文化3年（1806年・25歳）、成章舎で講義開始。
- 文化4年（1807年・26歳）、塾生の人数が増えたため、豆田裏町（現在は日田市城町の一画）に塾舎を新築し、桂林園と名付ける。淡窓自身は塾内には住まず、実家から通勤した。
- 文化7年（1810年・29歳）、塾生が30名を超える。合原ナナと結婚。
- 文化10年（1813年・32歳）、日記を書き始める。『史記』を輪講。
- 文化14年（1817年・36歳）、堀田村（現・日田市淡窓町）に塾舎を移し「咸宜園」と名付ける。咸宜園で塾生と一緒に生活するようになる。
- 文政元年（1818年・37歳）、頼山陽が日田に来遊。数度面会した。
- 文政2年（1819年・38歳）、咸宜園の塾生37名になる。
- 文政3年（1820年・39歳）、月旦評によれば塾生は103名になる。
- 文政7年（1824年・43歳）、風邪のため休講が100日を越す。『自新録』を脱稿。
- 文政8年（1825年・44歳）、正月に体調を崩す。『敬天説』脱稿。田能村竹田が淡窓を訪ねる。
- 文政11年（1828年・47歳）、『敬天説』を改稿して『約言』を脱稿[6]。
- 文政13年（1830年・49歳）、『伝家録』を脱稿。塾を末弟・広瀬旭荘に委ねる。
- 天保8年（1837年・56歳）、日柳燕石を訪問し、燕石は八百余家を救ったと書き残している。
- 天保13年（1842年・61歳）、幕府から永世名字帯刀を許さる。
- 嘉永元年（1848年・67歳）、「万善簿」一万善を達成。
- 嘉永6年（1853年・72歳）、『宜園百家詩』続編編集。『辺防策（論語百言解）』を草す。
- 安政2年（1855年・74歳）、塾を広瀬青邨に委ねる。
- 安政3年（1856年(安政3年・75歳）、『淡窓小品』完成。
  - 同年10月、墓碑の碑文を撰文。書は旭荘が手掛けた。
  - 同年11月1日、死去。遺体は自ら墓地に選定していた中城村の広瀬三右衛門別邸跡地（長生園）に埋葬。
- 大正4年（1915年）、正五位を贈られる[7]。

## 著作

### 作品
- 「桂林荘雑詠」（けいりんそうざつえい）

『遠思楼詩鈔』に掲載されている七言絶句である。淡窓26歳のときの作で、以下の4首からなる。2首目を「休道の詩」、3首目を「諸生に示す詩」とも通称する。これら4首のうちの特に2首目は詩吟として読まれることもある 。
（1）

幾人負笈自西東　　幾人か笈を負ひて（いくにんかきゅうをおいて）　西東自りす（さいとうよりす）。

両筑双肥前後豊　　両筑（りょうちく）　双肥（そうひ）　前後の豊（ぜんごのほう）。

花影満簾春昼永　　花影（かえい）　簾に満ちて春昼永く（すだれにみちてしゅんちゅうながく）。

書声断続響房櫳　　書声（しょせい）　断続して房櫳に響く（だんぞくしてぼうろうにひびく）。

（2）（休道）

休道他郷多苦辛　　道ふを休めよ（いうをやめよ）　他郷苦辛多しと（たきょうくしんおおしと）。

同袍有友自相親　　同袍友あり（どうほうともあり）　自ら相親しむ（おのずからあいしたしむ）。

柴扉暁出霜如雪　　柴扉暁に出づれば（さいひあかつきにいずれば）　霜雪の如し（しもゆきのごとし）。

君汲川流我拾薪　　君は川流を汲め（きみはせんりゅうをくめ）　我は薪を拾はん（われはたきぎをひろわん）。

（3）（諸生に示す）

遙思白髪倚門情　　遙かに思ふ（はるかにおもう）　白髪門に倚るの情（はくはつもんによるのじょう）。

宦学三年業未成　　宦学三年（かんがくさんねん）　業未だ成らず（ぎょういまだならず）。

一夜秋風揺老樹　　一夜（いちや）　秋風（しゅうふう）　老樹を揺がし（ろうじゅをゆるがし）。

孤窓欹枕客心驚　　孤窓（こそう）　枕を欹てて（まくらをそばだてて）　客心驚く（かくしんおどろく）。

（4）

長鋏帰来故国春　　長鋏帰りなん（ちょうきょうかえりなん）　故国の春（ここくのはる）。

時時務払簡編塵　　時時務めて払へ（じじつとめてはらえ）　簡編の塵（かんぺんのちり）。

君看白首無名者　　君看よ（きみみよ）　白首にして名無き者を（はくしゅにしてななきものを）。

曾是談経奪席人　　曾て是れ（かつてこれ）　経を談じて席を奪ひし人（けいをだんじてうばいしひと）。

### 書籍
著書は以下を主に約120作ある。
- 『遠思楼詩鈔』
- 『析玄』
- 『義府』
- 『迂言』 - 『日本思想大系38　近世政道論』（岩波書店）に収録。
- 『懐旧楼筆記』
- 『約言』
- 『淡窓詩話』など
  - 『淡窓全集』（全3巻） - 日田郡教育会編。思文閣の刊行で1971年に復刻出版。
  - 長壽吉・小野精一編『廣瀬淡窓旭荘書簡集』弘文堂書房　1943年5月
  - 大分県先哲資料館 編『大分県先哲叢書 廣瀬淡窓 資料集 書簡集成』大分県教育委員会　2012年3月

## 詩集・日記の注解
- 『広瀬淡窓・広瀬旭荘』 工藤豊彦 〈叢書日本の思想家 35〉明徳出版社、1978年
- 『広瀬淡窓・広瀬旭荘』 岡村繁訳注 〈江戸詩人選集 第9巻〉岩波書店、1991年
- 『広瀬淡窓』 林田慎之助訳著 〈日本漢詩人選集 15〉研文出版、2005年
- 『現代語訳 淡窓詩話』 向野康江訳注、葦書房、2001年
- 『廣瀬淡窓の詩 遠思樓詩鈔評釈』（全4巻）、井上源吾編著、葦書房、1996年
- 『廣瀬淡窓日記』（全4巻）、井上源吾編訳注、弦書房、2005年

## 史跡

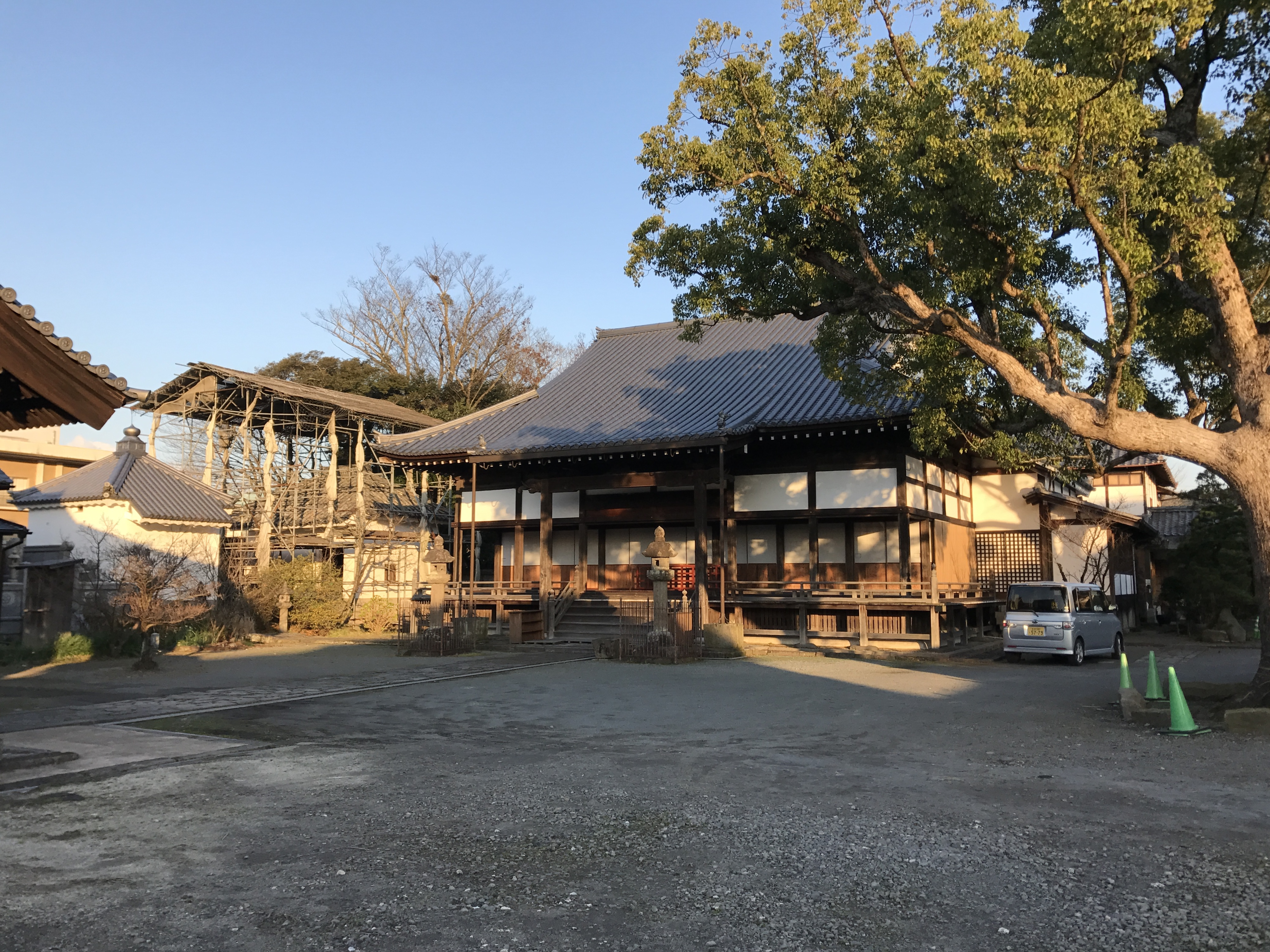
長福寺

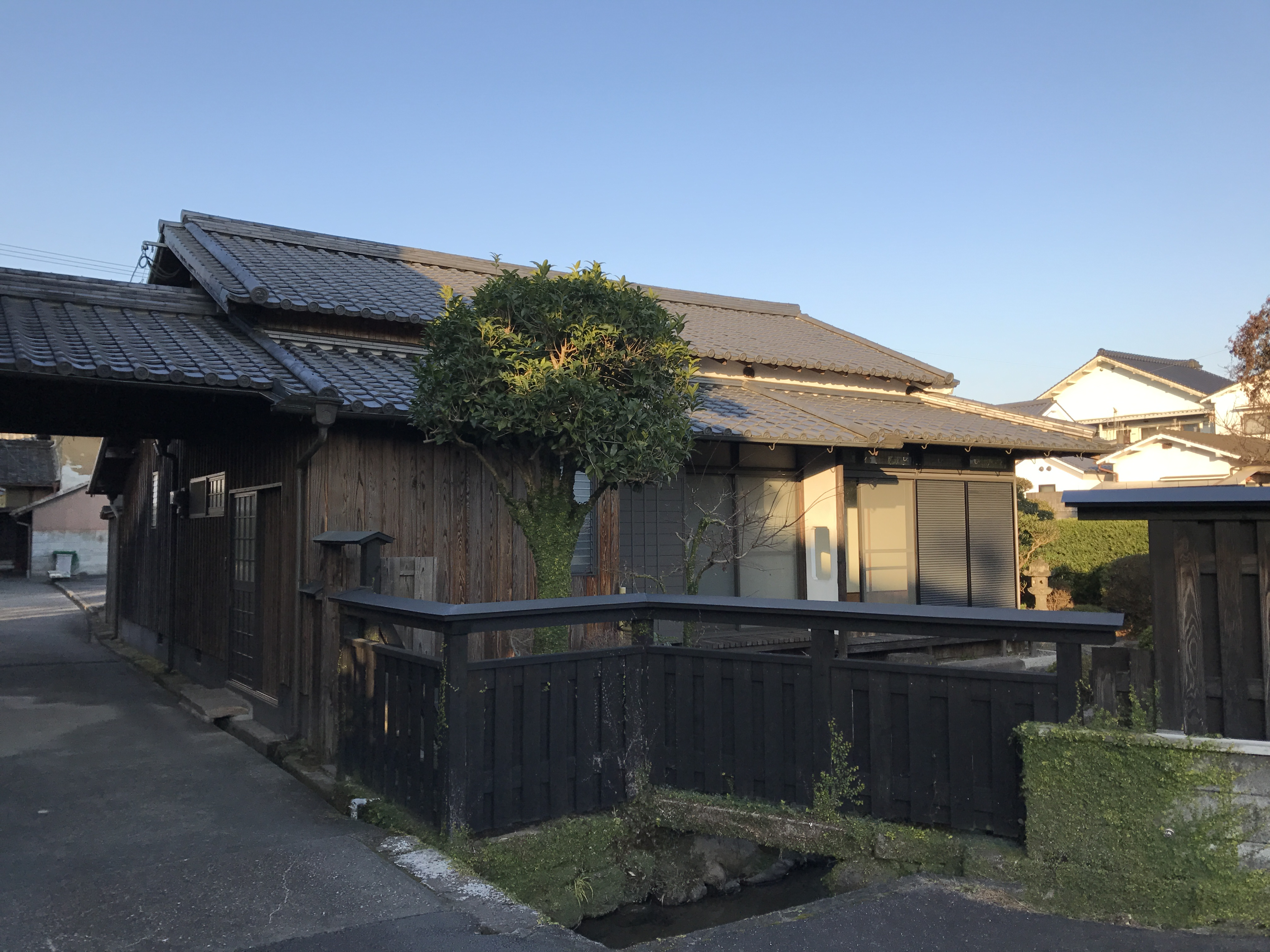
広瀬淡窓旧宅（南家）

長福寺（ちょうふくじ）
寛永8年（1631年）に創建された豆田上町にある真宗大谷派の寺院である。山号は照雲山。長福寺本堂は、国の重要文化財に指定されている。
この寺の僧である法幢に詩経を学び、後に倉重湊のすすめによって寺境内にあった学寮（長福寺学寮）を借りて咸宜園の前身となった塾を開いた。講義を行っていた学寮は1943年に解体撤去され、学寮跡地には旧日田愛育園（現在の月隈こども園）の園舎が建てられた。2012年10月に行なわれた旧園舎保存工事に伴う発掘調査において、学寮の礎石が確認されている。
咸宜園（かんぎえん）
広瀬淡窓が設立した私塾。国の史跡に指定されている（詳細は咸宜園を参照のこと）。咸宜園跡の周囲を淡窓町（大字淡窓）という。1916年咸宜園跡の一部、秋風庵の北隣に淡窓図書館が建てられたが、1989年（平成元年）に700メートルほど東の上城内町に移転。
桂林荘公園（けいりんそうこうえん）
淡窓の私塾は始め「桂林荘」として設立されて、その跡地が公園になっている。ここに淡窓の坐像と彼の漢詩「桂林荘雑詠」4首の詩碑もある。
長生園（ちょうせいえん）
日田市中城町にある広瀬家の墓所である。元は、広瀬三右衛門（淡窓の弟）の別邸があった地で「長生園」はその別邸の名前である。後に淡窓が墓所に選び、淡窓自身の後に青邨や林外の墓が置かれた。1948年（昭和23年）1月14日に「廣瀬淡窓墓（ひろせたんそうのはか）」として国の史跡に指定された（後述の廣瀬淡窓旧宅の追加指定により「廣瀬淡窓旧宅及び墓」に名称変更）。
廣瀬淡窓旧宅
廣瀬資料館として一部一般公開している北家と、魚町の通りをはさんで南に位置する南家からなる。旧宅内の建物の大半は、淡窓の弟である第6世当主廣瀬久兵衛時代の建物である。淡窓が23歳のころに、はじめて講義を行った建物（南家土蔵）は南家にあったが、現存しない。すでに国史跡に指定されていた「廣瀬淡窓墓」（長生園）に追加指定する形で、2012年（平成24年）に「廣瀬淡窓旧宅及び墓」として国の史跡に指定された。2015年4月24日には、「近世日本の教育遺産群－学ぶ心・礼節の本源－」の構成文化財として日本遺産に認定される。

### 伝記文献
- 井上源吾著『若き日の廣瀬淡窓』 葦書房、1998年－幼少期から31歳までの伝記
- 『廣瀬淡窓評傳』 井上源吾、葦書房、1993年－大著
- 『広瀬淡窓と咸宜園 ことごとく皆宜し』 海原徹、ミネルヴァ書房、2008年
- 『広瀬淡窓』 井上義巳、〈人物叢書〉吉川弘文館、1987年
- 『広瀬淡窓』 深町浩一郎、岡田武彦監修、〈西日本人物誌15〉西日本新聞社、2002年
- 『広瀬淡窓』 井上敏幸監修 高橋昌彦著 思文閣出版、2016年 ISBN 978-4-7842-1817-2